# شهرستان کراولی (کلرادو)
شهرستان کراولی، کلرادو (به انگلیسی: Crowley County, Colorado) یک سکونتگاه مسکونی در ایالات متحده آمریکا است که در کلرادو واقع شده‌است.

## خصوصیات
شهرستان کراولی ۲٬۰۷۲٫۰ کیلومترمربع مساحت دارد.